# Hellesylt bro

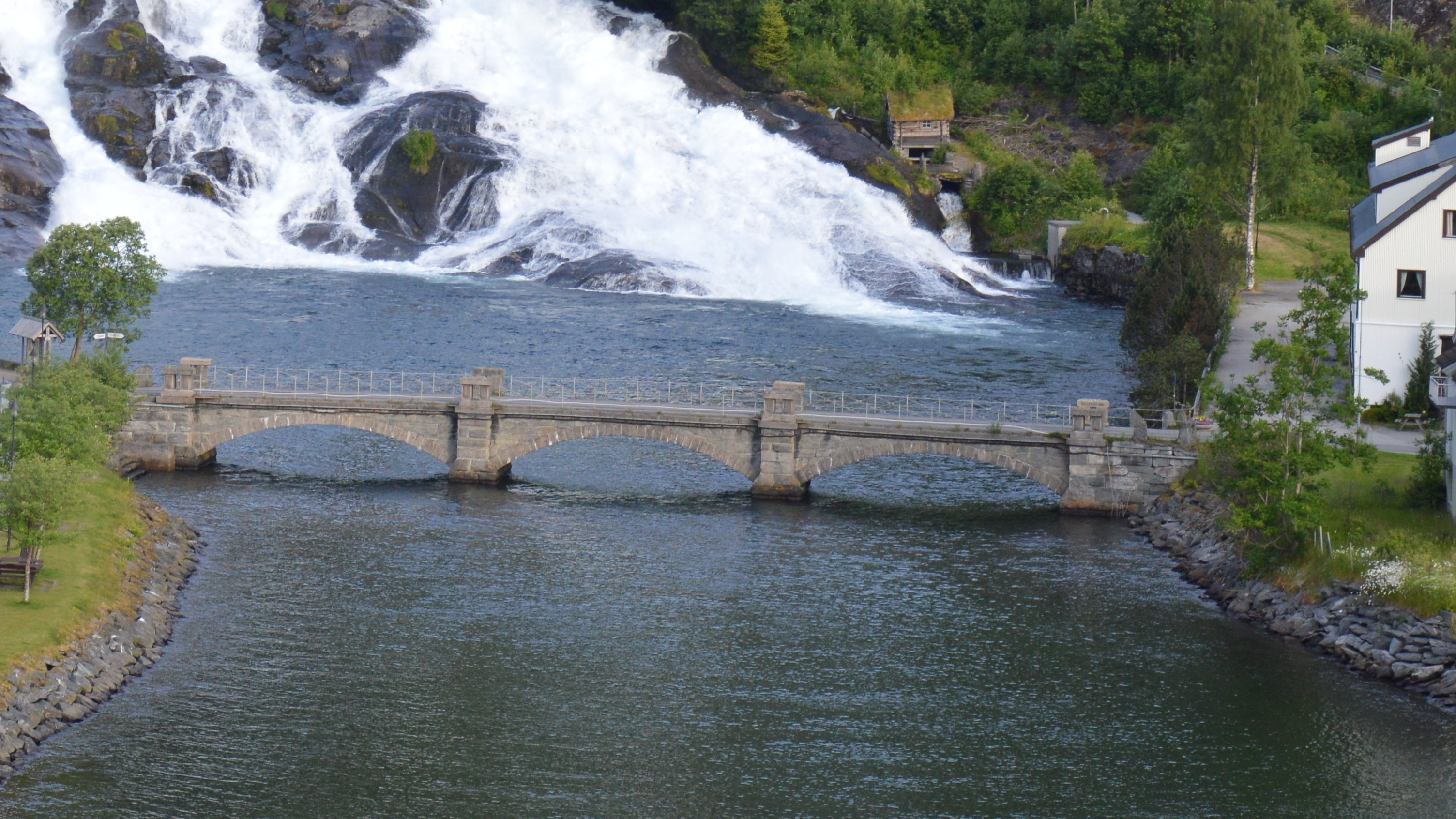
Hellesylt bro

Die Hellesylt bro ist eine Brücke in Hellesylt in der norwegischen Gemeinde Stranda in der Provinz Møre og Romsdal. 
Die Brücke führt als Teil eines Nebenzweigs des Fylkesvei 60 über den Fluss Dalaelva. Unmittelbar oberhalb der Brücke stürzt der Wasserfall Hellesyltfossen herab und mündet nach der Brücke in den Sunnylvsfjord. Über die Brücke ist vom Hellesylter Ortszentrum aus der Kai der von Hellesylt nach Geiranger führenden Fähre zu erreichen.
Die Brücke wurde im Jahr 1902 als Steinbogenbrücke mit drei jeweils elf Meter messenden Bögen erbaut. Die Gesamtlänge der Brücke beträgt 34 Meter. Bei einer Breite von 3,4 Meter erreicht sie eine Höhe über dem Wasserspiegel von etwa 3 Metern. Durch die Lage direkt unterhalb des Wasserfalls ist sie ein beliebter Aussichtspunkt.